# Virginska gymnasiet
Virginska gymnasiet (tidigare Virginska skolan) är en gymnasieskola i Örebro, inrymd i en byggnad som fram till 1971 tillhörde skofabriken Oscaria, vid Fabriksgatan i södra delen av innerstaden. Fastighetsägare är Örebroporten Fastigheter AB. Gymnasiet ger huvudsakligen praktiska utbildningar, men är också riksgymnasium för döva, hörselskadade och språkstörda. Gymnasiet fick sitt namn 1962 efter Fredrik Virgin (1821–1899), som var rektor vid Tekniska elementarskolan i Örebro från starten 1857. Det är också från denna som Virginska gymnasiet leder sitt ursprung. Virginska gymnasiet har den enda utbildningen i Sverige för butikskockar. Våren 2008 gick den första årskullen ut. Gymnasiet har över 1000 elever.

## Programutbud

### Programutbud från HT-2025
Hantverksprogrammet

- Frisör
- Stylist

Hotell- och turismprogrammet

- Hotell och konferens
- Turism och resor

Idrottsgymnasiet

- Samhällsvetenskapsprogrammet, Beteendevetenskap
- Naturvetenskapsprogrammet
- Ekonomiprogrammet, Ekonomi samt Juridik
- Barn och fritidsprogrammet, Fritid och hälsa samt Pedagogiskt och socialt arbete

Restaurang- och livsmedelsprogrammet
- Bageri och konditori
- Kök och servering

### Programutbud för elever som började innan HT-2011
- Hantverksprogrammet - Frisör/ Stylist/ Kläder-o Mode/ Florist/ Övriga hantverk
- Hotell- och restaurangprogrammet
- Idrottsprogrammet
- Individuella programmet
- Livsmedelsprogrammet
- Medieprogrammet
- Yrkesvux
- Gymnasiesärskolan